# سقوط (مجموعه شعر)
«سقوط» نام مجموعۀ شعری از دکتر «مرتضی شمس» است.
شمس در سال ۱۳۴۸ خورشیدی مجموعۀ «سقوط» را با انتشارات ابن سینا، تبریز به چاپ رساند. این مجموعه دارای ۱۸ قطعه شعر در ۵۹ صفحه بود. این کتاب پس از انتشار نقدهای مثبتی دریافت کرد، بویژه نقدی از سیمین بهبهانی در مجلۀ فردوسی که از آن تمجید نموده بود که همین نوشتار مقدمه‌ای شد بر ارتباط میان دو شاعر که تا پیش از مرگ مرتضی شمس نیز ادامه داشت.
این کتاب شامل شعر مطول سقوط و اشعار کوتاه: «اسیر»، «سرخ-سبز»، «چه درنگ؟!»، «کو؟ کو؟»، «کابوس!»، «متروک»، «تحفه!»، «کدامین کس؟ کدامین چشم؟»، «طرح!»، «برگریز!»، «پائیز»، «ای بهاران را بهار...»، «صبح!»، «آوازی برای آفتاب!»، «سمند سرکش غرور...»، «زمهریر» و «از پشت میله‌ها» می‌باشد.

## دربارۀ شاعر
مرتضی شمس پزشک، پژوهشگر، مترجم و شاعر ایرانی بود. وی در ۱۵ اردیبهشت، سال ۱۳۰۷ خورشیدی در خوی به دنیا آمد. او فرزند «میرزا حبیب شمس» و نوهٔ بزرگ «آقا مرتضی شمس الاطباء» از پزشکان بنام خوی بود. وی پس از اتمام تحصیلات در طب به خوی عزیمت کرد و برای اولین بار رشتهٔ طبیعی و دانشکدهٔ پرستاری و بهداشت را در این شهر پایه‌گذاری کرد. وی در دانشکدهٔ پرستاری و بهداشت خوی تدریس می‌کرد و بیش از چهل سال به طبابت، همچون پدرانش، در آن شهر پرداخت. 
شمس، با تخلص آفتاب، اولین شاعر خویی بود که به سبک نیمایی شعر سرود و آثار شاعران اروپایی از جمله بودلر را به فارسی ترجمه کرد. وی در دههٔ ۳۰ خورشیدی، با ترجمهٔ گل‌های رنج اثر شارل بودلر، آثار سمبولیستی را به جامعهٔ ادبی ایران شناساند.
اشعار و متون ادبی و ترجمه‌های وی در نشریاتی نظیر «اقدام»، «فردوسی»، «سخن»، «یغما» و... به چاپ می‌رسید. همچنین چهار جلد کتاب شعر (از جمله سقوط و حماسهٔ جاودانگی)، سه جلد کتاب در زمینهٔ پزشکی و یک جلد ترجمه از او به چاپ رسیده‌ است.
شمس صرف‌ نظر از مقالات علمی و پزشکی منتشره در مجلاتی نظیر «آخرین اطلاعات پزشکی»، دو کتاب با نام‌های: "درمان بیماری‌های کودکان"، "ویتامین ب آ" و "کهیر مالاریایی" تألیف کرده‌ است.
او سرانجام در ۷ بهمن ماه سال ۱۳۹۱ خورشیدی در تهران درگذشت و به وصیت خود به شهر زادگاهش منتقل و در آرامسرای خوی به خاک سپرده شد.
ترجمهٔ «قطعه هایی از گلهای رنج» اثر «شارل بودلر» و نُه مجموعهٔ شعر از او به نام‌های «تقدیر، تقدیر»، «آهوان»، «غزل‌نامه»، «آناهیتا»، «در زیر صنوبرها»، «پاره‌ها»، «قصهٔ بویلاپوش»، «از دور و از نزدیک» و «دردنامه» به چاپ رسیده که این اشعار هم در قالب‌های کلاسیک و هم آزاد [موزون و بی‌وزن (منثور) چون: غزل، غزل‌واره، مثنوی، رباعی، دوبیتی، سه‌پاره، پنج‌پاره (ابتکاری) و دوپاره] سروده شده‌اند.
«فرهنگ ادبیات جهان» در چهار جلد و دو مجلد باقی‌مانده از مجموعهٔ اشعار حماسی («حماسهٔ بابک» و «حماسهٔ زریر») و ترجمهٔ «دمتریوس‌های دروغین» اثر «پروسپر مریمه» نویسندهٔ فرانسوی نیز از دیگر آثار چاپ نشدهٔ او است.

## نمونه‌ای از اشعار

### اسیر
دومین شعر مجموعۀ سقوط، شعر اسیر است:

تکدرختی خم
                برفراز چشمه ساری
با مداد شاخه‌ای
                در بامدادان ، می‌نویسد نامه‌ای
بر کاغذ آب روان
و به پیک جویبارش می‌سپارد
می‌نویسد:
«مادر ، ای زیبا تمشک کوه‌های دور
شاخه‌هایت سبز باد!
                میوه‌هایت سرخ
گر تو را آزرده و غمناک بینم ، دیدگانم کور
از تو دورم ، لیک
هر نفس با یاد تو دمساز
هر طپش با نام تو سرشار
خارزار یادم از گلبوته‌ی رؤیا‌ی تو رنگین
مادر آن حجم زلال روشن جوبار آیا هست؟
قصه‌گوی دره خاموش خواب‌ آلود؟
دسته دسته مرغکان بر شاخسارانت؟
نغمه پردازان رنگین بال؟
باز در پای تو می‌خوابند
شامگاهان گله گله آهوان آیا؟
آن گوزن خسته‌ی مغرور
                با پیچ پیچ شاخ‌ها؟
وان بره‌ی زیبا
                با خرام ناز آلوده
و نگاه تیره‌ی مرطوب؟
میدرخشد باز هم آیا؟
گاه در قعر سیاه چاک خارا سنگ
شعله‌ی سبز نگاه ببر چابک چنگ؟
مادر ، آیا لاله‌ی خورشید
می‌شکوفد در ستیغ کوهسارانت؟
بگو مادر . . . . . بگو مادر . . . . .
غروبی بود زهر آگین
                که زاغی پیر ره گم کرد
بروی شاخه‌ای بنشست
آیا هست در یادت؟
مرا چید و هراسان پر زد و در ظلمت افشان شب لغزید . . .
نمی‌افتادم از منقار او ای کاش! . . .
ولی مادر اسیرم من
                اسیر این زمین زشت و وحشت‌بار
                اسیر آدم درنده ، خون آشام
•  •  •
مرا آوای مرغان سحر ، اینک
                غریو مدهش توپ است و نارنجک
و گله گله آهو ،
                دسته دسته آدم مفلوک
گل و گلزار من خون است و نعش و زخم چرک آلود
و خندق‌های دود اندود . . .
شکسته شاخسارانم
                و برگانم پلاسیده
و بر رویم نشسته خاک . . .
بلی مادر اسیرم من
اسیر این زمین زشت و وحشت‌بار

اسیر آدم غدار . . . . . »